# رادوسواف پازورا
رادوسواف پازورا (لهستانی: Radosław Pazura؛‏ تلفظ لهستانی: [raˈdɔswaf]؛  ‏ ۷ مه ۱۹۶۹) بازیگر و صداپیشه اهل لهستان است. وی دانش‌آموختهٔ مدرسه ملی فیلم ووچ است..
از فیلم‌ها یا مجموعه‌های تلویزیونی که وی در آن‌ها نقش داشته است، می‌توان به اسکادران، فرصت دوباره، کرکس، گولچاک، نظرت چیه؟، پسرها گریه نمی‌کنند، موج جرم و جنایت، سال‌های شیرین، تاج پادشاهان، اجاره‌نشین‌ها، حوزه استحفاظی ۱۳، حوزه استحفاظی ۱۳، قسمت دوم، دوستان، هتل ۵۲، قانون حقیقی، در خیابان سپولنی، پدر متیو، پرستار کودک، کارول: مردی که پاپ شد، ع چون عشق، در خوشی و سختی،  جهان به روایت خانواده کیپسکی، راز ساگال، جرم، صحنه جرم و هفته مقدس اشاره نمود.